# Indonesia Open 1982
Die Indonesia Open 1982 waren eines der Top-10-Turniere des Jahres im Badminton in Asien. Sie fanden Mitte August 1982 in Jakarta statt. Das Preisgeld betrug 66.000 US-Dollar.

## Finalresultate
| Disziplin    | Sieger                           | Finalist                               | Ergebnis            |
| ------------ | -------------------------------- | -------------------------------------- | ------------------- |
| Herreneinzel | Icuk Sugiarto                    | Lius Pongoh                            | 15-9, 15-8          |
| Dameneinzel  | Verawaty Fajrin                  | Sumiko Kitada                          | 11-8, 12-10         |
| Herrendoppel | Rudy Heryanto Hariamanto Kartono | Christian Hadinata Jens Peter Nierhoff | 15–1, 10-15, 15–2   |
| Damendoppel  | Gillian Gilks Gillian Clark      | Atsuko Tokuda Yoshiko Yonekura         | 17-14, 14-17, 15-12 |
| Mixed        | Martin Dew Gillian Gilks         | Billy Gilliland Karen Chapman          | 5-15, 15–8, 15–10   |